# Zbigniew Karol Porczyński

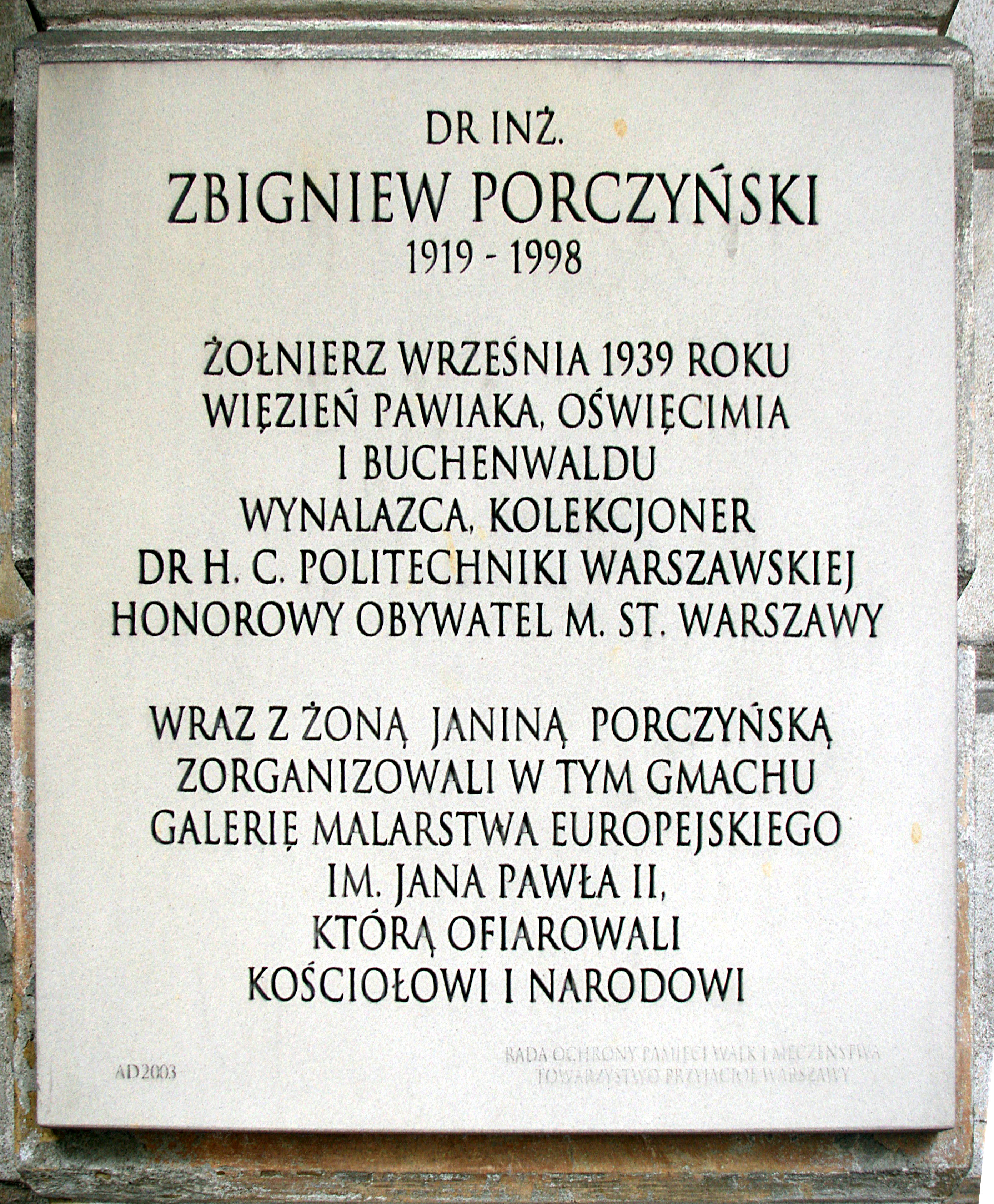
Tablica upamiętniająca Zbigniewa Karola i Janinę Porczyńskich na gmachu dawnej Giełdy i Banku Polskiego na Placu Bankowym w Warszawie

Zbigniew Karol Porczyński, także Charles Zbigniew Carroll-Porczynski (ur. 7 kwietnia 1919 w Warszawie, zm. 16 lipca 1998 tamże) – polski wynalazca; wspólnie z żoną Janiną zasłynął jako autor mistyfikacji tzw. Kolekcji Porczyńskich.

## Życiorys
Urodzony jako Zbigniew Porczyński. W 1936 ukończył technikum kolejowe w Warszawie, a następnie Szkołę Podchorążych Rezerwy Piechoty Nr 1 w Ostrowi-Komorowie. Walcząc w kampanii wrześniowej dostał się do niemieckiej niewoli, z której uciekł. Potem, według podawanego przez siebie życiorysu (w kilku wersjach), został żołnierzem Armii Krajowej, a w 1942 był osadzony w obozach Oświęcimiu i Buchenwaldzie. Po wyzwoleniu, już po zakończeniu działań wojennych wstąpił do Armii Polskiej we Włoszech i z 2 Korpusem znalazł się w Anglii. Podobno studiował chemię w latach 1946–1950 na politechnikach w Leicester i Huddersfield. W 1953 miał otrzymać doktorat, choć nie wiadomo na jakiej uczelni i z jakiej dziedziny. W 1957 założył przedsiębiorstwo zajmujące się ochroną przed działaniem ognia. Prowadził badania, opublikował książkę pt. „Materiały przyszłości”. Opatentował swoje wynalazki, co przyniosło mu stały dochód, pozwalający na kolekcjonowanie malarstwa. 
Otrzymał godność Honorowego Obywatela m.st. Warszawy i tytuł doktora honoris causa Politechniki Warszawskiej.
Wraz z małżonką Janiną byli też fundatorami Pomnika Henryka Sienkiewicza w Parku Łazienkowskim w Warszawie oraz popiersia Ignacego Jana Paderewskiego w Warszawie w Parku Skaryszewskim.
W wyborach parlamentarnych 1993 kandydował do Senatu RP III kadencji w województwie warszawskim, zgłoszony przez Komitet Wyborczy Stowarzyszenia Przyjaciół Muzeum im. Jana Pawła II.
Zmarł 16 lipca 1998. Został pochowany na cmentarzu Powązkowskim w Warszawie (kwatera L-6-9).

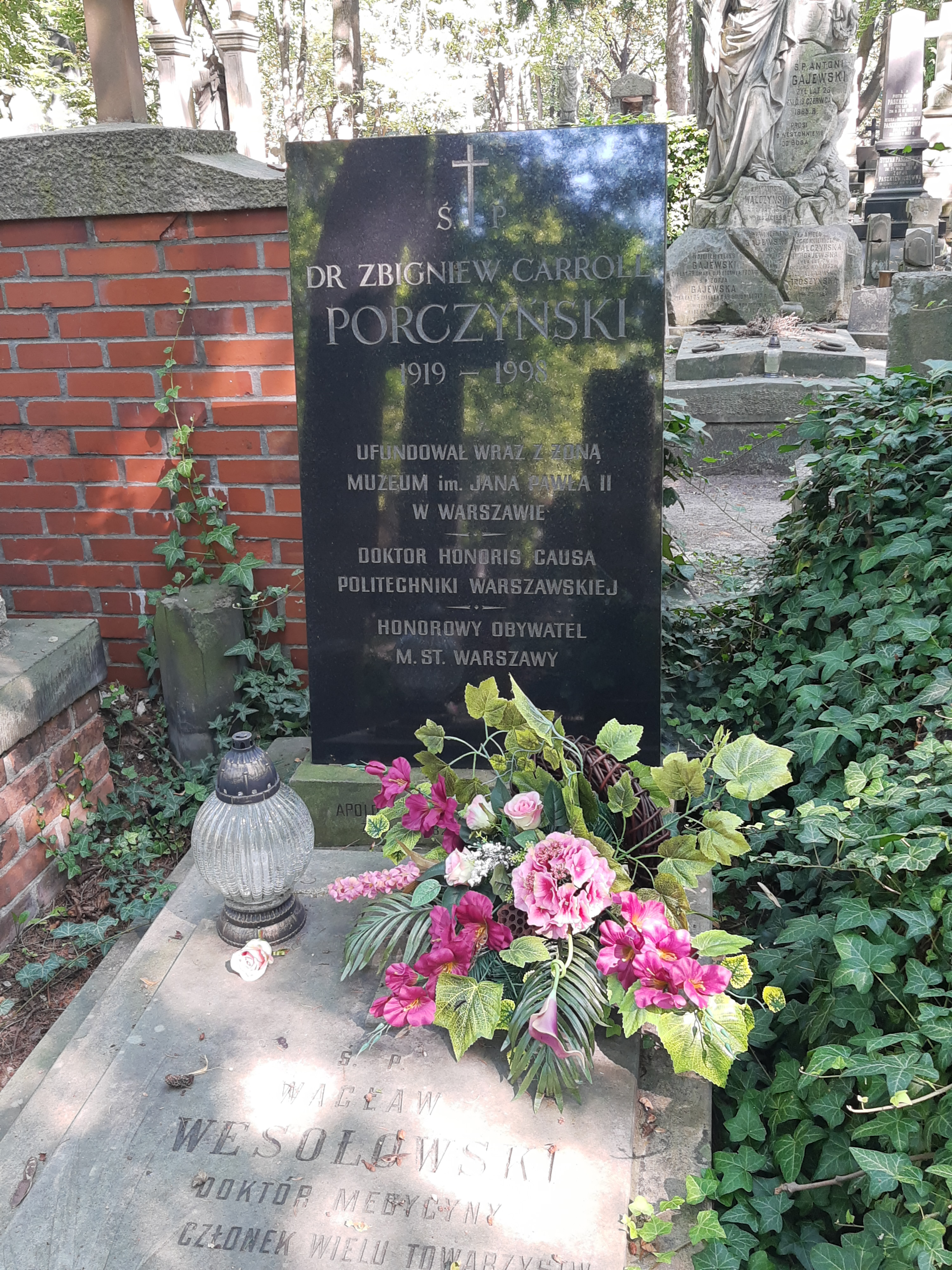
Grób Zbigniewa Porczyńskiego na Starych Powązkach

## Odznaczenia
- Odznaka honorowa „Zasłużony dla Kultury Polskiej”[6]
- Złoty Medal Prymasowski za zasługi dla Kościoła i Narodu[6]
- Krzyż Oficerski Orderu Odrodzenia Polski (nadany przez Prezydenta RP na uchodźstwie; 20 stycznia 1988, w dowód uznania zasług na polu naukowym oraz wybitnej ofiarności na rzecz Narodu Polskiego)[7][8]